# Grand Prix de Denain 1998
Il Grand Prix de Denain 1998, quarantesima edizione della corsa e valida come evento UCI categoria 1.3, si svolse il 23 aprile 1998 su un percorso totale di circa 189 km. Fu vinto dall'estone Jaan Kirsipuu che terminò la gara in 4h18'25", alla media di 43,88 km/h.
Partenza con 190 ciclisti, dei quali 74 portarono a termine la gara.

## Ordine d'arrivo (Top 10)
| Pos. | Corridore          | Squadra         | Tempo    |
| ---- | ------------------ | --------------- | -------- |
| 1    | Jaan Kirsipuu      | Casino-Ag2r     | 4h18'25" |
| 2    | Jeroen Blijlevens  | TVM             | s.t.     |
| 3    | Frédéric Moncassin | GAN             | s.t.     |
| 4    | Enrico Cassani     | Polti           | s.t.     |
| 5    | Frédéric Guesdon   | Franç. des Jeux | s.t.     |
| 6    | Markus Zberg       | Post Swiss      | s.t.     |
| 7    | Hans De Meester    | Tönissteiner    | s.t.     |
| 8    | Koen Beeckman      | Ipso-Euroclean  | s.t.     |
| 9    | Franck Morelle     | Franç. des Jeux | s.t.     |
| 10   | Hendrik Van Dijck  | TVM             | s.t.     |